# 野口泰弘
野口泰弘（1946年4月25日—2023年11月29日），大阪府出身，是一名日本前排球运动员，曾是松下黑豹俱乐部成员。他在1972年夏季奥林匹克运动会中，参加了男子排球比赛并获得金牌。